# جيمي كليف
جيمي كليف (بالإنجليزية: Jimmy Cliff)‏، وسام الاستحقاق الجامايكي (وُلد جيمس تشامبرز في الأول من أبريل 1948م) هو موسيقي جامايكي ومغنٍ وممثل في الوقت نفسه. ويُعتبر كليف الموسيقي الوحيد على قيد الحياة حتى الآن الذي يحمل وسام الاستحقاق، وهو أعلى وسام تمنحه حكومة جامايكاعن الإنجازات في الفنون والعلوم.
ويُعرف كليف بين جماهير الموسيقى الشائعة ببعض الأغاني مثل "The Harder They Come" (القدوم الأصعب) و"Sitting in Limbo" (الجلوس في عالم النسيان) و"You Can Get It If You Really Want" (يمكنك الحصول عليه إذا كنت تريده حقًا) و"Many Rivers to Cross" (الكثير من الأنهار إلى الصليب) من الموسيقى التصويرية لأغنية The Harder They Come، ممَّا ساعد على انتشار موسيقى الريغيه في العالم؛ كما أدَّى كليف نسخة غلاف لإحدى أغاني كات ستيفنز بعنوان «عالم متوحش» (Wild World)، بالإضافة إلى أغنية لجوني ناش بعنوان «أرى بوضوح الآن» (I Can See Clearly Now) من فيلم الزلَّاجات الصيفية (Cool Runnings). وبعيدًا عن عالم موسيقى الريغيه، ربما يكون قد اشتهر بعد ظهوره في فيلم The Harder They Come (القدوم الأصعب). كان كليف أحد الفنانين الخمس الذين أُدرِجت أسماؤهم في متحف وقاعة مشاهير الروك آند رول عام 2010م.

## الألبومات
- 1968- الطريق الصعب للسفر
- 1969- جيمي كليف
- 1970- داعا أمس
- 1974- المناضل
- 1975- محارب شجاع
- 1983- القوة والمجد
- 1986- نادي الجنة[4]

## وصلات خارجية
- جيمي كليف على موقع IMDb (الإنجليزية)
- جيمي كليف على موقع الموسوعة البريطانية (الإنجليزية)
- جيمي كليف على موقع ألو سيني (الفرنسية)
- جيمي كليف على موقع ميوزك برينز (الإنجليزية)
- جيمي كليف على موقع رولينغ ستون (الإنجليزية)
- جيمي كليف على موقع أول موفي (الإنجليزية)
- جيمي كليف على موقع قاعدة بيانات الأفلام السويدية (السويدية)
- جيمي كليف على موقع إن إن دي بي (الإنجليزية)
- جيمي كليف على موقع أول ميوزيك (الإنجليزية)
- جيمي كليف على موقع ديسكوغز (الإنجليزية)

- الموقع الرسمي
- Interview with Graham Brown-Martin for Air Jamaica's Skywritings Magazine
- Jimmy Cliff among 100 black screen icons
- Video section of the website of the British Conservative Party, where "You Can Get It If You Really Want" was used as a campaign song
- PBS Program: Tavis Smiley Episode: Reggae pioneer Jimmy Cliff, 11/18/2011